# Luca Cesarini

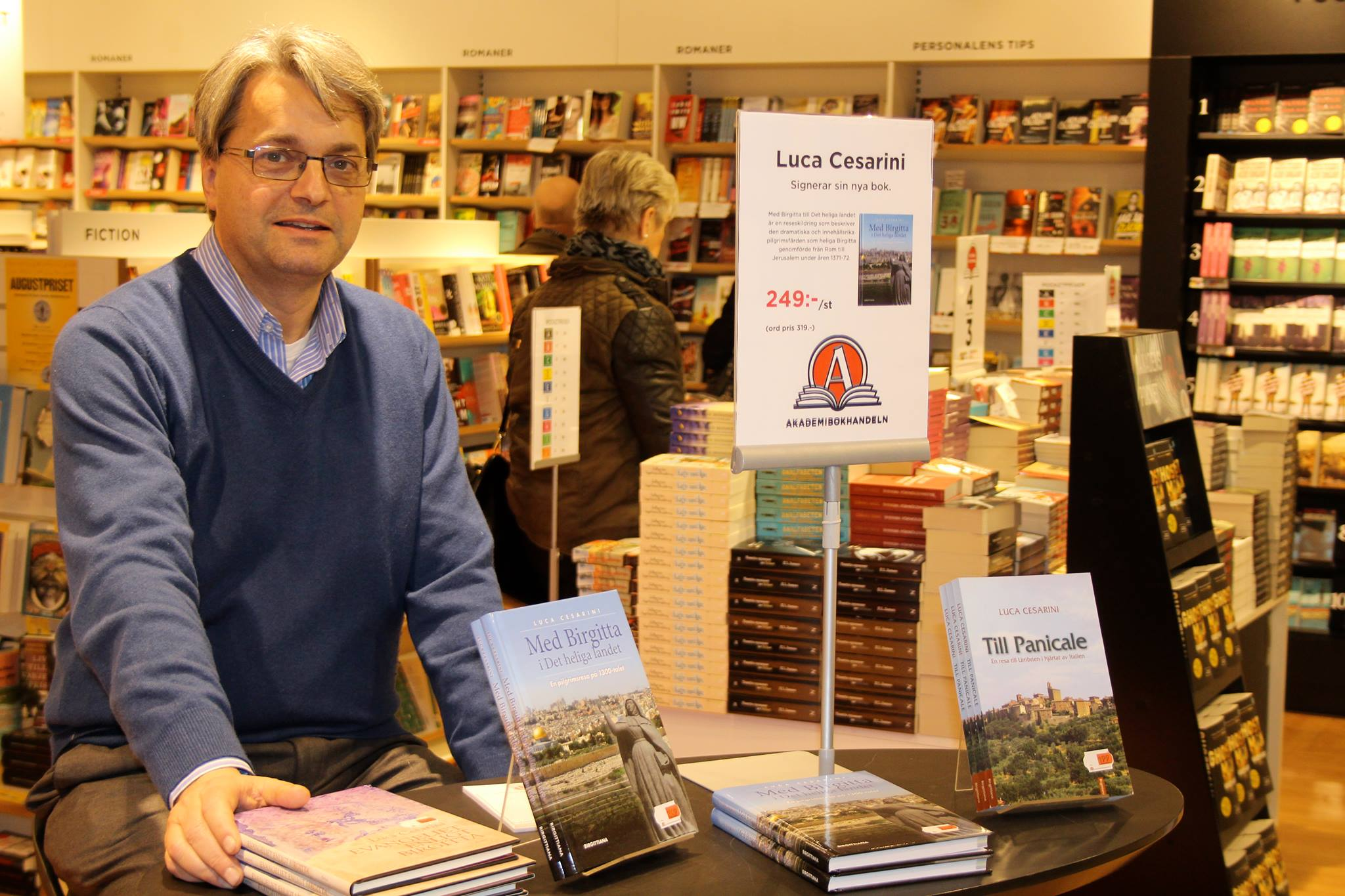
Luca Cesarini signerar sin senaste bok på Bokia

Luca Cesarini, född 10 januari 1960 i Rom, är en svensk-italiensk författare och föredragshållare. 
Han växte upp i Rom och är son till professorn Giuliano Cesarini (1926–1995) och journalisten Gun Lundborg (1928–2022). 
Efter studier i konstvetenskap och teologi vid Uppsala Universitet prästvigdes Cesarini i Göteborgs domkyrka för tjänst i Svenska kyrkan den 11 juni 1989 där han har tjänstgjort både som fängelsepräst och församlingspräst fram till 2019 då han på egen begäran avsade sig prästämbetet för att övergå till Katolska kyrkan.
Cesarini är för närvarande anställd som lärare i konstvetenskap och historia på Sankta Elisabets folkhögskola i Göteborg men är också verksam som reseproducent, som anordnar resor till bland annat Italien, Portugal och Det heliga landet. 
Som författare debuterade Cesarini år 1995 med boken Panicale: en bit av Italien, en beskrivning av förfädernas by i Italien. År 1998 gav Cesarini ut romanen Den heliga Birgittas återkomst och 1999 guideboken Den heliga Birgittas Rom. Genombrottet ägde dock rum år 2002 inför  Birgitttajubileet 2003 med boken I den heliga Birgittas fotspår som såldes i flera upplagor. Cesarinis litterära produktion har fortsatt med utökad genre och nått ut utanför landets gränser med böcker översatta till engelska och italienska. En av hans senaste böcker, Fátima: 100 år av pilgrimsfärder, beskriver de dramatiska händelserna som skakade om Portugal år 1917.
Han är också en anlitad föreläsare som berättar om ämnen relaterade till historia, konsthistoria och teologi, om kvinnliga förebilder främst Elisabet Hesselblad, Lúcia dos Santos och heliga Birgitta. 
Cesarini har också medverkat som sekreterare i Föreningen till Birgittaminnets bevarande i Rom som bland annat, genom personliga besök hos påve Johannes Paulus II, bidrog till att Birgitta 1999 proklamerades som Europas skyddshelgon.